# 존 하론

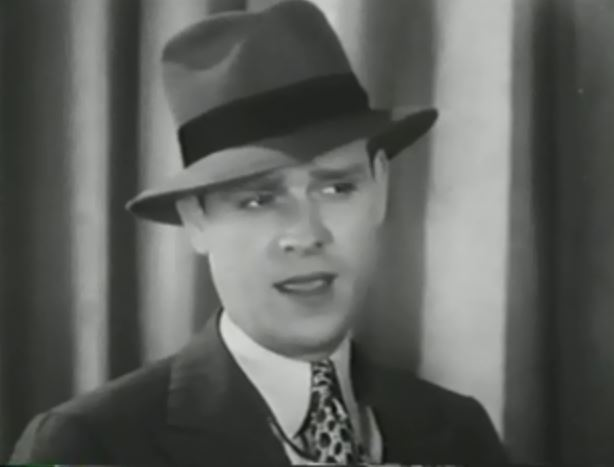

존 해런(John Harron, 1903년 3월 31일 ~ 1939년 11월 24일)은 미국의 배우이다.
뉴욕에서 태어났으며 시애틀에서 사망하였다. 사인은 수막염이다.

## 영화
- 나치 스파이의 고백 (1939년)
- 포효하는 20년대 (1939년)
- 골드 디거 인 파리 (1938년)
- 고잉 프레이스 (1938년)
- 잠수함 D-1 (1937년)
- 키드 갈라드 (1937년)
- 시스터 투 쥬다스 (1932년)
- 더 크라우드 로어스 (1932년)
- 화이트 좀비 (1932년)
- 빅 보이 (1930년)
- 나이트 라이프 (1927년)